# Paul Edouard Delabrière

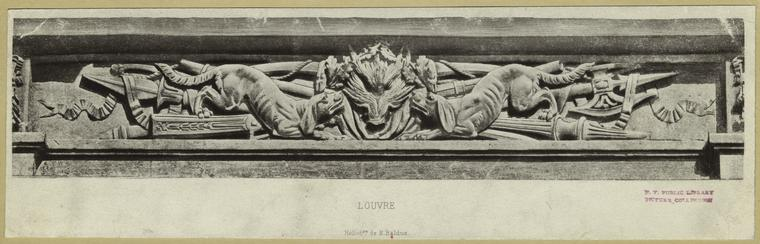
Pareja de perros, friso en el pabellón de Flore del Louvre.

Paul Edouard Delabrìere o Delabrierre fue un escultor de animales francés, nacido el año 1829 y fallecido el 1912 en la misma ciudad.

## Vida y obras
Nacido en París el 29 de marzo de 1829.
Trabajó en la decoración exterior del pabellón de Flore del Louvre. La obra había comenzado en la década de 1860 y estuvo a cargo del arquitecto Hector-Martin Lefuel bajo el control de Napoleón III. Tras el incendio del Palacio de las Tullerías en 1876, la fachada norte quedó al descubierto y hubo de ser decorada. A esta segunda labor de restauración Delabrìere aportó frisos con figuras en parejas de búhos, ciervos y perros.

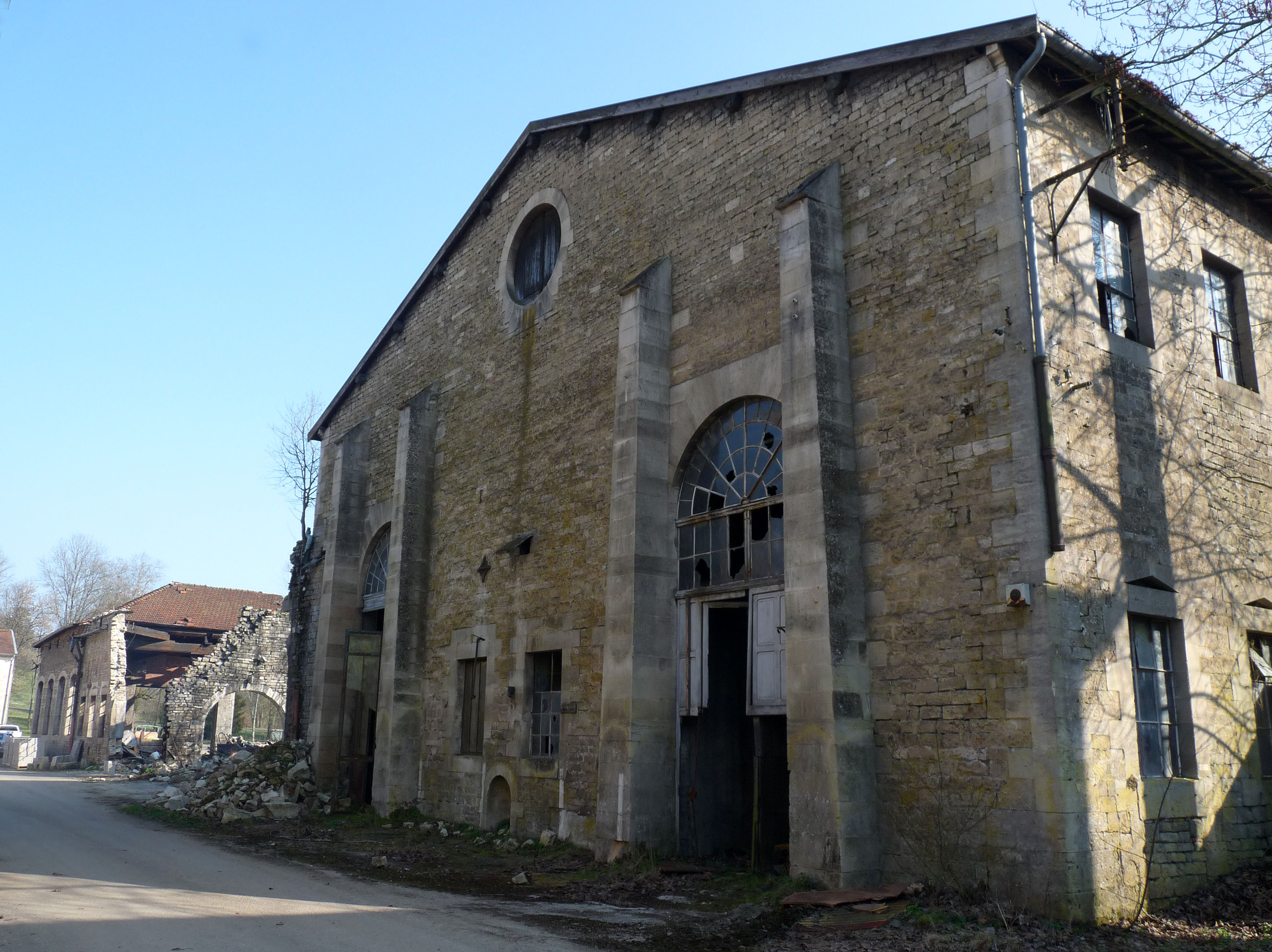
Naves de la fundición Val d'Osne, donde trabajó Delabrière.

Es el autor de numerosas figuras de animales, reproducidas en bronce. Estas piezas retratan ciervos, perros de caza, aves (perdiz chocha, faisán, gallo, gallina), leones, caballos, elefantes, vacas, tigres, antílpes, camellos...
Trabajó para la fundición de Le Val d´Osne, cuyo director artístico fue Pierre-Louis Rouillard.

## Los leones de Delabrière

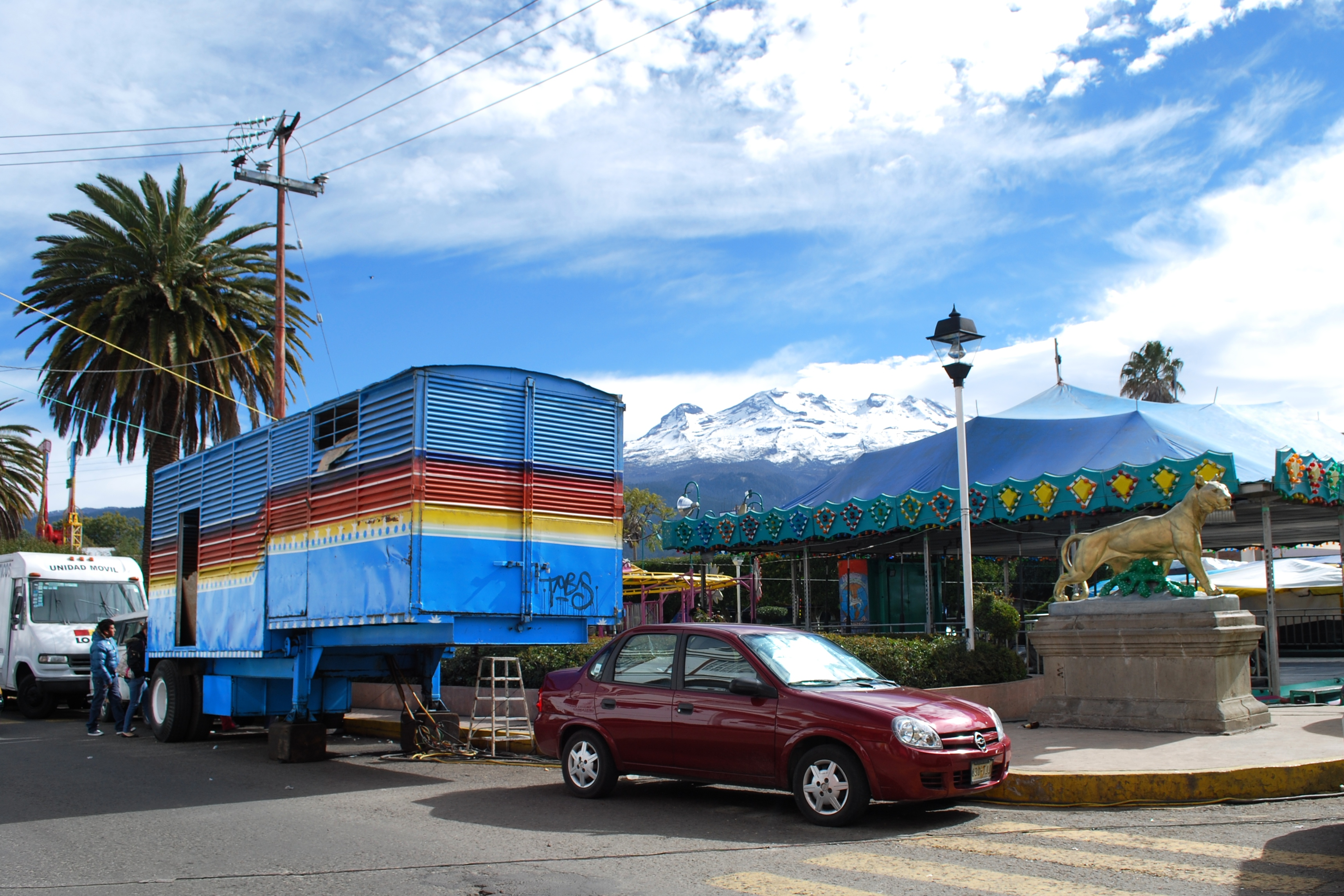
Una de las leonas de Hippolyte Heizler en Amecameca.

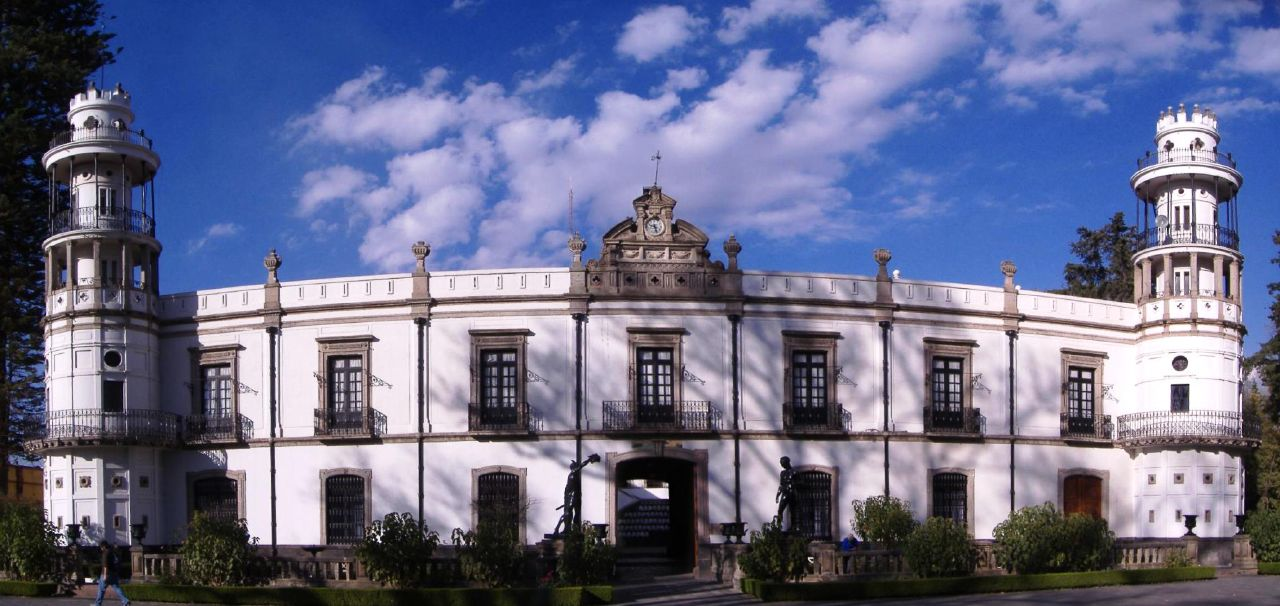
Rectoría de la Universidad Autónoma de Chapingo.

Es el autor de dos esculturas de leones, León con caimán y León con serpiente que adornan el frente de la Hacienda de Pachingo, hoy Universidad Autónoma Chapingo. Estas piezas hacen pareja con dos leonas de Hippolyte Heizler y habían sido producidas por la fundición de Le Val d´Osne.. El presidente Manuel González Flores encargó la remodelación de su hacienda al arquitecto Antonio Rivas Mercado. Hizo traer diferentes estatuas para decoración. Las tropas de Emiliano Zapata las requisaron para fundirlas y posteriormente las abandonaron en Amecameca. Hoy siguen allí adornando las cuatro esquinas de la plaza principal. En fechas recientes se hicieron copias para su reposición en la Universidad.

## Obras
Entre las mejores y más conocidas obras de Paul Edouard Delabrìere se incluyen las siguientes:
- Pantera de la India y garza

Panthère de l'Inde et héron, grupo de bronce conservado en el Museo de Amiens. ·
- La equitación, relieve en piedra para el Museo del Louvre de 1855-57. El encargo inicial data de 1854.[6] Realizado a partir de un modelo en yeso de Edouard Baldus conservado en el Museo de Orsay.[7]